# Archidiocèse de Maracaibo
L'archidiocèse de Maracaibo (en latin : Archidioecesis Maracaibensis ; en espagnol : Arquidiócesis de Maracaibo) est un archidiocèse de l'Église catholique du Venezuela.

## Territoire

provinces ecclésiastiques du Venezuela.
Archidiocèse de Maracaibo
Suffragants

L'archidiocèse se situe dans la partie occidentale de l'État vénézuélien de Zulia, l'autre partie de cet État étant partagé par les trois diocèses suffragants de Maracaibo, à savoir Cabimas, El Vigía-San Carlos del Zulia et Machiques. Il a son siège épiscopal à Maracaibo avec la cathédrale Saint Pierre et Saint Paul (es) ; dans la même ville se trouve la basilique Notre-Dame-de-Chiquinquirá, siège d'un important pèlerinage. Le territoire de cet archidiocèse possède une superficie de 10 761 km2 divisé en 8 archidiaconés et 67 paroisses.

## Histoire
Le 28 juillet 1897, le pape Léon XIII érige le diocèse de Zulia en prenant une partie du territoire du diocèse de Mérida et fait de ce nouveau diocèse un suffragant de l'archidiocèse de Caracas puis de l'archidiocèse de Mérida le 11 juin 1923.
Le 26 mai 1943, le diocèse de Zulia perd une partie de son territoire pour l'érection du vicariat apostolique de Machiques (maintenant diocèse de Machiques). Le 2 janvier 1953, il est rebaptisé diocèse de Maracaibo. Le 23 juillet 1965, il donne une partie de sa circonscription au bénéfice de l'érection du diocèse de Cabimas. Le 30 avril 1966, il est élevé au rang d'archidiocèse métropolitain. En 1983, l'université catholique Cecilio Acosta est fondée à Maracaibo. Le 7 juillet 1994, il donne un terrain supplémentaire au profit de l'élévation du diocèse d'El Vigía-San Carlos del Zulia. Le 17 juin 2011, il cède de nouveau un territoire pour l'élévation du diocèse de Machiques.

## Evêques
- Francisco Marvez (1897-1904)
- Arturo Celestino Álvarez (1910-1919), nommé évêque coadjuteur de Calabozo
- Marcos Sergio Godoy (1920-1957)
- José Rafael Pulido Méndez (1958-1961), nommé archevêque coadjuteur de Mérida

## Archevêques
- Domingo Roa Pérez (1961-1992)
- Ramón Ovidio Pérez Morales (1992-1999)
- Ubaldo Ramón Santana Sequera (es), F.M.I (2000-2018)
- José Luis Azuaje Ayala (es) (depuis 2018)

## Sources
- http://www.catholic-hierarchy.org